# N.A.O
N.A.O（エヌ・エー・オー）は、日本のアダルトビデオメーカー。主にゲイビデオの制作・販売、動画配信サービスを行っている。

## 概要
「N.A.O. Enteprise」では、ゲイビデオの制作・販売を行っており、主なレーベルとして「おとこのこ」・「のぞきっ子倶楽部」・「でかちん」・「生糞少年」がある。また「おとこのこ」はシリーズが100本を越しており、「生糞少年」は過激なスカトロものとなっている。「N.A.O. Boys.tv」では、ゲイ動画配信（アダルト動画配信サービス）を行っており、会員登録を行った者のみが動画を閲覧することができる。

## レーベル
- Abnormal
- Cutie Boys
- ぬるぐちょ
- にくどれい
- CutieBoys eXtra
- Limited!
- 激生輪姦
- 変態カメラマンがイク
- おとこのこ
- Lascivious Abuse
- 少年射精
- でかちん
- ユニ☆フェチ
- Peeping Room
- ANOTHER DIMENSION
- 極フェラ
- ガン掘り
- NAO Complex
- のぞきっ子倶楽部
- ニセダクション～騙し面接秘録～
- 少年たちがカメラの前でオナニーするところを撮影しました
- 少年ナンパ大作戦
- 生糞少年